# John Milton Rodríguez
 (novembre 2022).
John Milton Rodríguez González (Cali, 18 septembre 1969) est un ingénieur industriel colombien, prédicateur évangélique, écrivain et homme politique. Il a été candidat à la présidence de la République de Colombie, sénateur colombien, du parti Colombia Justa Libres de juillet 2018 à juillet 2022. Il est aussi le fondateur et pasteur général de l'église Misión Paz et l'université « CUDES » (Corporation Universitaire de Développement Social et Commercial). Il était l'un des chefs deLa Coalition nous unit Colombie.

## Biographie
Il est né à Cali le 18 septembre 1969. Il a étudié l'ingénierie industrielle à l' Universidad Autónoma de Occidente, a épousé Norma Stella Ruiz avec qui il a eu quatre enfants.

### Ministère
À 26 ans, il est devenu pasteur chrétien et quatre ans plus tard, en 1999, il a fondé l'Iglesia Misión Paz a las Naciones. En 2021, Misión Paz rassemblait plus de 25 000 personnes et dispose de 32 bureaux dans toute la Colombie , avec son siège social à Cali au km1 via Cali - Yumbo.
Depuis 2007, le remodelage de son siège social a commencé, qui accueille plus de 60 000 personnes par semaine. Un projet de 130 000 m2 qui comprend cinq bâtiments, un auditorium pour 7 000 personnes et le toit. Il s'appelle CIDS "Centre international pour le développement social" et se trouve au nord de la ville.

### Trajectoire politique
Tout au long de sa vie, Rodríguez a occupé des postes de direction dans certains des groupes industriels les plus importants de la Valle del Cauca , tels que : Castilla Riopaila, Mayagüez et Grupo Lloreda SA  Il a été membre du Conseil de politique sociale à plusieurs reprises Valle del Cauca et Cali . En 2013 , il a assumé la défense de la famille et du mariage définie à l'article 42 de la Constitution colombienne , réussissant à faire couler le projet qui visait à modifier ce mandat constitutionnel.
Son parti politique adhère au conservatisme social en mettant l' accent sur la doctrine chrétienne et la vision du monde biblique , ses propositions, bien qu'elles aient un grand pourcentage de la communauté religieuse de leur côté, ont été sévèrement jugées par d'autres secteurs.
Il était l'un des trois pasteurs qui ont représenté les églises chrétiennes dans les négociations des accords de paix entre le gouvernement de Juan Manuel Santos et les FARC-EP , réussissant à réviser plusieurs points de l'accord de paix qui avait été convenu . Il a été un militant actif pour le non au plébiscite sur les accords de paix colombiens de 2016 .
Il a dirigé le mouvement de la société civile composé d'organisations de travailleurs, de représentants d' églises chrétiennes et de délégués de la classe moyenne, pour revoir la réforme fiscale de 2016.
Il a été cofondateur du mouvement « Colombia Justa Libres » en 2017 , sous le postulat que « le christianisme doit cesser d'être un écho, pour devenir une voix qui participe à la solution des problèmes du pays », ayant comme drapeau fondamental la réconciliation de la Nation et la défense des principes et valeurs autour de la famille , la promotion de la réforme sanitaire, l'éducation et la défense des victimes du conflit armé, ainsi que la protection du milieu naturel.
Pour la première fois, il a participé aux élections législatives colombiennes de 2018 , pour la période 2018-2022 , obtenant un vote de près de 500 000 voix , surmontant une compétition électorale inégale avec les partis traditionnels et dénonçant une fraude électorale scandaleuse qui leur a permis de récupérer un vote important, obtenant jusqu'à présent un banc de trois sénateurs élus dont il fait partie et un représentant à la Chambre des représentants de Colombie pour Bogotá.
Il est également l'auteur du projet de loi de la commission juridique pro-vie , contre la légalisation de l'avortement et son parti s'oppose à la demande admise par la Cour constitutionnelle dans laquelle il est demandé de changer la définition de la famille consignée dans le deuxième article de la loi 1361 du 2009, pour inclure les familles composées de couples de même sexe.
Il est actuellement sénateur de la République et porte-parole du caucus du Parti Colombie Justa Libres . Il est actuellement vice-président de la Commission d'éthique et de statut du membre du Congrès du Sénat de la République de Colombie et fait partie de la Commission permanente IV de cette même institution dans laquelle sont discutées des questions d'importance vitale pour la Nation , telles que : lois organiques budget, contrôle fiscal, brevets et marques, organisation des établissements publics nationaux, contrôle de la qualité et des prix et passation des marchés administratifs .

### Crèation du parti politique Colombia Justa Libres
Colombia Justa Libres est née de la fusion de deux mouvements politiques, le premier Colombia Justa, qui a commencé comme suit : John Milton Rodríguez était à Cuba avec les pasteurs Eduardo Cañas et Héctor Pardo, qui ont participé aux pourparlers de paix entre le gouvernement Santos et les FARC . Après les réunions, ils sont devenus déçus de participer aux pourparlers, alléguant que cela « facilitait » l' accès des FARC au pouvoir.  
Les trois pasteurs ont invité d'autres dirigeants de Colombie . Quatre appels nationaux et plus de soixante-dix appels régionaux ont été lancés pour communiquer avec les victimes du conflit armé, les militaires , les Afro -descendants et les peuples autochtones , fondateurs de "Colombia Justa".
De l'autre, Libres, un mouvement qui avait déjà participé aux élections régionales colombiennes de 2015 . Le mouvement lance une liste pour le conseil municipal de Bogotá et présente un candidat à la mairie de Bogotá : Ricardo Arias Mora , leader du mouvement, qui obtient près de 100 000 voix . De plus, il a présenté le projet delc à l'ancien président Juan Manuel Santos , après le plébiscite de 2016 sur les accords de paix colombiens . La liste pour le conseil de Bogotá a dépassé les 70 000 voix et a fait sortir un représentant au conseil de Bogotá, Emel Rojas. Colombia Justa est ensuite constituée en tant que groupe important de citoyens Colombia Justa Libres le 11 décembre 2017 . Aux élections législatives de Colombie en 2018, il a réussi à obtenir 431 506 voix , 3%, ce qui était nécessaire pour se constituer en parti politique , obtenant trois sénateurs de la République de Colombie et un représentant à la Chambre des représentants de Colombie.
En 2021, il y a des différences entre la direction du parti, en raison de la démission du pasteur Eduardo Cañas et de la nomination qu'il a faite pour que son poste soit remplacé par un autre des administrateurs : John Milton Rodríguez, qui était contre les statuts du parti, car ceux qui devaient choisir le remplaçant était le Conseil des Anciens du parti. Par la suite, Rodríguez, en tant que candidat présidentiel du parti, avec le consentement du surveillant du parti, Héctor Pardo, puisqu'il n'est pas officiellement opposé, tient une assemblée parallèle désignant le candidat présidentiel du parti, à laquelle s'opposent les autres membres, principalement Ricardo Arias, qui était également candidat présidentiel du parti, y compris l'observateur Pardo, qui démissionne plus tard du poste, et Arias mène une action en justice pour ce fait, devant le Conseil électoral.

### Coalition politique
Le 3 septembre 2021, avec les autres dirigeants de son parti politique Colombie Justa Libres , ils ont formé le parti MIRA , la première coalition électorale et politique du secteur religieux en Colombie , qu'ils ont appelée Nos Une Colombie , cela a été lancé à travers un vidéo à laquelle ont participé les présidents des deux communautés et tous leurs membres du Congrès.

### Candidature à la présidence
Rodríguez a lancé sa candidature à la présidence le 5 août 2021 dans sa ville natale de Cali , en tant que l'un des candidats de son parti politique Colombia Justa Libres , pour cette raison, il a quitté la coprésidence de ce parti pour se consacrer pleinement au travail de campagne politique. Après avoir mené des batailles judiciaires contre d'autres leaders de son parti, il parvient à enregistrer sa candidature à la présidence pour les élections de 2022.